# カダッシュ
『カダッシュ』 (Cadash) は、1990年に稼働したタイトーのアーケード用横スクロールアクションRPG。

## ゲーム内容
8方向レバー、2ボタン（攻撃、ジャンプ）で操作。攻撃ボタンではレバー入力で対空攻撃や、人物との会話、長押しで魔法使用などの操作が行える。ゲーム開始時に4つの職業があり、職業ごとにスピード、攻撃方法、使用できる武器、使用できる魔法の有無が異なる。
HPやMP、経験値などがあり、レベルアップによって各種数値が上がるなどRPG性が色濃く出ている。また、お店・宿で使用する資金や各種アイテムも存在し、敵の撃破や特定の地点の攻撃で出現するほか、隠し通路先で入手できるものも存在する。各ステータスは扉を経由した場面移動や無操作状態を行うことで、ウインドウとして表示される。
本作では時間制を採用（画面上部に表示）。残り時間がなくなると永久パターン防止キャラクターが出現するが、特定アイテムを入手することで残り時間を延長することが可能。
ロケテストや海外販売の一部など、筐体2台を使用した最大4人同時プレイが可能な基板が存在するが、国内正式販売時は機能が削除された。しかしプログラム的には機能は残されており、通信機能付き海外版基板に国内版ROMを差し替えることで、日本語で4人同時プレイが可能となる。国内版でも、デモ画面には4人同時プレイを見ることができる。なお、4人同時プレイでは筺体同士で通信する関係上、各筺体のプレイヤーはそれぞれの画面スクロールに干渉されないため、それぞれの筺体で別行動が可能。購入するアイテムの受け渡し相手の選択は状況に寄らず全員から選択可能かつ、経験値が4人全員に均等に分配されるため、二手に分かれた上で支援することが可能。
日本語版の名前入力には、いわゆるNGネームが設定されており「ああああ」と入力すると「プロフ」、「まままま」（2P側カーソル初期位置が「ま」）と入力すると「テアット」となる他、男性器、女性器の俗称や他社のゲームキャラ名などが別名に変換される。

## ストーリー
時は魔物と人間が共存していた時代、場所は平和なディルザール王国。長く続いた平和は突如どこからか現れた悪魔バーログの手により破られる。世界は荒廃し、王国のサラサ姫はバーログにさらわれ、民衆は希望を失ってしまう。
王国がバーログ打倒に向かわせた兵士は全滅してしまい、国王は姫の奪還の為に新たに英雄を募ると、王国から2名、そして隣国ラーハイムから2名、合わせて4名の勇士が名乗りをあげた。4人の英雄は力を合わせバーログの居城へ攻め込みサラサ姫の救出に成功し、更にバーログの打倒をも果たし王城へと帰還する。国王からねぎらいの言葉を受ける4人の英雄の前にサラサ姫が現れ国王が偽物である事を告げると国王は正体を現す。バーログは滅びておらず城に先回りして待ち構えていたのだ。再びバーログとの死闘を繰り広げる4人の英雄は再度バーログを討ち滅ぼし今度こそ本当に平和を取り戻すことに成功する。

### Genesis版
より詳細なストーリー設定となっている。元々アーケード版時点でこのストーリー設定であったが未公開状態であったのか、Genesis版でストーリーを補強したのかは不明であるため、章立てしここに別記する。
人間と魔物は憎しみあい互いに虐殺に明け暮れていた。唯一なる神はこの状況を憂い世界を2つに分割する。地上を人間に、暗い地下世界を魔物に強制移動させる事で人間と魔物の争いは終わりを告げた。
人間が平和と幸福を謳歌していた頃、闇の世界を与えられた魔物の憎しみと嫉妬は膨らみ続け人間への復讐計画が進行する。人間の女性に悪魔の子を孕ませ、生まれたその子「バーログ」は魔物の世界を地上に作るために王家の簒奪を企む。王女を娶り自らの子を国王とする事で僅かな労力で人間を支配する事が出来ると考えたのだ。バーログは早速、行動を起こしディルザール王国を襲撃し、サラサ姫を誘拐しカダッシュ城に幽閉する。これを奪還しようとする人間と魔物との間に争いが再燃する。
ディルザール国王はサラサ姫を奪還した者に王国の統治権を与える事を約束し英雄を募り、多くの若者がカダッシュ城へと旅立ったが帰ってくる者はおらず、間もなくバーログとサラサの結婚式が行われようとしている。新たな2人の英雄がまたサラサ姫奪還に志願し王城をあとにした。

## キャラクター

### プレイヤー
固定の名前は存在せず、誰がディルザール出身で、誰がラーハイム出身なのかも定められていない。名前はプレイヤーが日本語版ではひらがな4文字、英語版版ではアルファベット3文字で命名し、4人同時プレイ時の3人目と4人目のプレイヤーキャラクターがラーハイム出身という扱いとなる。
戦士（Fighter）
攻撃力と防御力が高く接近戦を得意とする反面、魔法は扱えず、ファイヤーブレード装備時以外には飛道具を扱えない。
魔法使い（Mage）
老爺。成長が早く強力な魔法が使える。特にライトニングボルトの魔法が強力
僧侶（Priest）
女性。リーチの長いロングフレイルを扱い上方攻撃も可能だが攻撃力は低い。防御力は高く防御と回復の魔法を扱える。
忍者（Ninja）
唯一、通常攻撃が飛び道具で敏捷性に優れる。攻撃力は中程度で魔法は扱えない。

### その他のキャラクター
サラサ姫（Princess Sarasa）
ディルザール王国の王女。バーログにさらわれバーログの居城に幽閉されている。アーケード版とPCエンジン版とで大きくそのビジュアルが変化している。
バーログ（Baarogue）
何処とも、何時とも識れぬ彼方より顕れた悪魔。本作の最終ボス。

## 他機種版
| No. | タイトル   | 発売日                      | 対応機種        | 開発元             | 発売元                                         | メディア                              | 型式              | 備考                        |
| --- | ---------- | --------------------------- | --------------- | ------------------ | ---------------------------------------------- | ------------------------------------- | ----------------- | --------------------------- |
| 1   | カダッシュ | 1991年1月18日 1991年11月1日 | PCエンジン      | タイトー           | タイトー Working Designs                       | 3メガビットHuCARD                     | TP02015 WTG040501 |                             |
| 2   | CADASH     | 1992年6月1日                | メガドライブ    | Cyclone System     | タイトー                                       | 4メガビットロムカセット               | 11086             |                             |
| 3   | カダッシュ | 2008年11月11日              | Wii             | タイトー           | タイトー                                       | ダウンロード （バーチャルコンソール） | -                 | PCエンジン版の移植 配信終了 |
| 4   | CADASH     | 2019年3月19日               | PCエンジン mini | 瑞起 ※本体の開発元 | コナミデジタルエンタテインメント ※本体の発売元 | プリインストール                      | -                 | TurboGrafx-16版を収録       |

PCエンジン（TurboGrafx-16）版
2人同時プレイ可能。サラサ姫のデザインを変更し、時間制限の撤廃と難易度の緩和（主にボスキャラの体力低下）を施している。
Genesis版
2人同時プレイ可能。プレイヤーキャラクターは「Fighter」と「Mage」の2種に減っているが、グラフィック、サウンドなど、アーケード版に対する移植度の高さは好評を得ている。

## 移植版
| No. | タイトル                | 発売日                                              | 対応機種                      | 開発元             | 発売元                       | メディア                              | 型式                             | 備考                   |
| --- | ----------------------- | --------------------------------------------------- | ----------------------------- | ------------------ | ---------------------------- | ------------------------------------- | -------------------------------- | ---------------------- |
| 1   | タイトーメモリーズ 下巻 | 2005年8月25日                                       | PlayStation 2                 | タイトー           | タイトー                     | DVD-ROM                               | SLPM-66092 TCPS-10164 SLPM-66776 | 日本語版を収録         |
| 2   | Taito Legends 2         | 2006年3月31日 PS2: 2007年5月16日 Win: 2007年7月28日 | PlayStation 2 Xbox Windows    | タイトー           | Empire Interactive Destineer | DVD-ROM                               | PS2 SLES-53852 SLUS-21349        | Xbox版は欧州のみの発売 |
| 3   | カダッシュ              | 2022年3月2日                                        | イーグレットツー ミニ         | 瑞起 ※本体の開発元 | タイトー ※本体の発売元       | プリインストール                      | -                                | 日本語版を収録         |
| 4   | カダッシュ              | 2023年8月31日                                       | PlayStation 4 Nintendo Switch | ハムスター         | ハムスター                   | ダウンロード (アーケードアーカイブス) | -                                | 日本語版、英語版を収録 |
| 5   | タイトーマイルストーン3 | 2024年11月28日                                      | Nintendo Switch               | ハムスター         | タイトー                     | ゲームカード ダウンロード             |                                  | 日本語版を収録         |

## スタッフ
- プロデュース：はせがわけいすけ
- ディレクト：ONIJUST（辻野浩司）
- ディレクター・オブ・ソフトウェア：すがわらとおる
- メイン・プログラマー：TAK（堀崇真）
- モンスター・プログラマー：こうやまゆういち
- トラップ・プログラマー：YMOT（八木政樹）
- シナリオ・プログラマー：たいこいちせいいち
- プロダクション・デザイナー：ONIJUST（辻野浩司）
- グラフィック・デザイナー：ONIJUST（辻野浩司）、仙波隆綱、加藤久和、五十嵐恒三、岩田吉弘、篠田徹也、小川貴之、今枝賢一
- アシスタント・グラフィック・デザイン：ビジュアル・アーツ・プロダクション
- スーパービジング・エディター：YMOT（八木政樹）
- マップ・エディター：ONIJUST（辻野浩司）
- ハードウェア・デザイナー：くしろただし
- エレクトリシャン：たけだとみお
- サウンド・プロデューサー：POCHI（大縫一行） (ZUNTATA)
- ミュージック・コンポーザー：PINCH PUNCH（西賢二）
- サウンド・エフェクト：PINCH PUNCH（西賢二）
- メカニシャン：はつだやすのり
- パブリシティー・スーパーバイザー：なかがわかずお
- ソフトウェア・アナライザーズ：藤原英裕、広重勇治
- データ・エントリー：いわのまり
- ゲーム・デザイナー：ONIJUST（辻野浩司）

## 評価
アーケード版
ゲーム誌『ゲーメスト』誌上で行われていた「第4回ゲーメスト大賞」（1990年度）において、ベストアクション賞8位、ベスト演出賞3位、年間ヒットゲーム32位を獲得した。市場での出回り方に問題があったようだが、その演出は家庭用RPGに匹敵するとコメントされている。
PCエンジン版
ゲーム誌『ファミコン通信』の「クロスレビュー」では合計で23点（満40点）、『月刊PCエンジン』では95・75・85・85・85の平均85点（満100点）、『マル勝PCエンジン』では8・7・7・7の合計29点（満40点）、『PC Engine FAN』の読者投票による「ゲーム通信簿」での評価は以下の通りとなっており、21.56点（満30点）となっている。また、この得点はPCエンジン全ソフトの中で197位（485本中、1993年時点）となっている。同雑誌1993年10月号特別付録の「PCエンジンオールカタログ'93」では、「キャラクタが大きめで、アクションシーンの難易度は高い」と難易度に関して否定的なコメントで紹介されている。
| 項目 | キャラクタ | 音楽 | 操作性 | 熱中度 | お買得度 | オリジナリティ | 総合  |
| 得点 | 3.73       | 3.45 | 3.66   | 3.71   | 3.45     | 3.57           | 21.56 |